# In the Dog House: The Best and the Rest
In the Dog House: The Best and the Rest é uma compilação da banda Dog Eat Dog, lançado em 22 de Maio de 2001.

## Faixas
1. "No Fronts" [Jam Master Jays' Main Edit] - 3:46
2. "Who's the King" [Slight Remix] - 3:33
3. "If These Are Good Times" [Remix] - 3:08
4. "Isms" - 3:13
5. "Rocky" [Radio Version] - 2:28
6. "Step Right In" [Frantastic Plastic Machine Entertainment Mix] - 4:49
7. "Expect the Unexpected" [Radio Edit] - 3:43
8. "One Day" - 4:17
9. "Dog Eat Dog" - 4:29
10. "More Beer" - 3:26
11. "Why Does It Hurt When I Pee?" - 2:28
12. "Step Right In" [Junkie XL Mix] - 4:29
13. "Expect the Unexpected" [Rockin' Rio Mix] - 3:43
14. "Isms Remix" [Royale With Cheese Remix] - 4:25
15. "No Fronts" [Not Pearl Jam Mix] - 7:00

Bónus (vídeoclipes)
1. "No Fronts" [Jam Master Jay's Main Edit]
2. "Who's the King"
3. "Isms" Dog Eat Dog
4. "Expect the Unexpected"